# Epizeuxis calvaria
Epizeuxis calvaria là một loài bướm đêm trong họ Noctuidae.